# Leonid Smirnov
Leonid Sergeevič Smirnov (in russo Леонид Сергеевич Смирнов?; trasl. angl. Leonid Sergeyevich Smirnov; Mosca, 1889 – Mosca, 1980) è stato un calciatore russo, di ruolo attaccante.

## Carriera

### Club
Militò sempre in squadre di Mosca, prima nel Bykovo, quindi nel SKS e poi nell'Union.

### Nazionale
È stato convocato per i giochi olimpici, ma non disputò alcuna gara alle Olimpiadi.
Giocò, invece, il terzo incontro della nazionale, quello contro la Norvegia, disputato il 3 luglio 1912. Dieci giorni più tardi giocò anche l'amichevole contro l'Ungheria, gara di esordio casalingo per la Russia: fu quella la sua seconda e ultima gara in nazionale.

## Statistiche

### Cronologia presenze e reti in Nazionale
| Cronologia completa delle presenze e delle reti in nazionale ― Russia | Cronologia completa delle presenze e delle reti in nazionale ― Russia | Cronologia completa delle presenze e delle reti in nazionale ― Russia | Cronologia completa delle presenze e delle reti in nazionale ― Russia | Cronologia completa delle presenze e delle reti in nazionale ― Russia | Cronologia completa delle presenze e delle reti in nazionale ― Russia | Cronologia completa delle presenze e delle reti in nazionale ― Russia | Cronologia completa delle presenze e delle reti in nazionale ― Russia |
| Data                                                                  | Città                                                                 | In casa                                                               | Risultato                                                             | Ospiti                                                                | Competizione                                                          | Reti                                                                  | Note                                                                  |
| --------------------------------------------------------------------- | --------------------------------------------------------------------- | --------------------------------------------------------------------- | --------------------------------------------------------------------- | --------------------------------------------------------------------- | --------------------------------------------------------------------- | --------------------------------------------------------------------- | --------------------------------------------------------------------- |
| 3-7-1912                                                              | Traneberg                                                             | Norvegia                                                              | 2 – 1                                                                 | Russia                                                                | Amichevole                                                            | -                                                                     |                                                                       |
| 14-7-1912                                                             | Mosca                                                                 | Russia                                                                | 0 – 12                                                                | Ungheria                                                              | Amichevole                                                            | -                                                                     |                                                                       |
| Totale                                                                |                                                                       | Presenze                                                              | 2                                                                     |                                                                       | Reti                                                                  | 0                                                                     |                                                                       |